# Feels Like Love
Feels Like Love è un singolo della cantautrice e ballerina statunitense La Toya Jackson pubblicato nel 2014.

## Descrizione
Feels Like Love è un brano dance-pop a ritmo veloce sul potere della musica e della danza nell'abbassare le inibizioni delle persone. Nel ritornello la Jackson dice che la musica "è come l'amore" e che "si impossessa del mio corpo e perdo il controllo". Il testo descrive una notte passata a ballare perché la musica "mi tira su quando mi sento giù".
Il singolo fu prodotto da Brandon Howard, figlio della cantante Miki Howard, amica della famiglia Jackson. La popstar lo incise mentre stava programmando il suo secondo matrimonio, quello con Phillips. 
Si tratta della prima canzone della cantante in 5 anni, cioè da Home nel 2009.

## Videoclip musicale
Il video di Feels Like Love, uscito su YouTube e Vevo il 26 luglio 2014 e durante il reality show Oprah Winfrey Network il 27 luglio, fu diretto da Erik White al locale notturno di Hollywood TRU. La clip ritrae la popstar mentre interpreta una coreografia dance affiancata da quattro ballerine. Indossa abiti neri, gioielli d'oro e scarpe di Steve Madden. Poi, in altre scene, la Jackson è in un abito da sera d'oro che siede a un tavolo bevendo una bottiglia di champagne con un amico.

## Promozione
Il brano fu presentato in anteprima al Rasputin Nightclub a West Hollywood.

## Critica
Mike Wass del sito Idolator paragonò la canzone ai suoi precedenti successi dance come Sexbox e Sexual Feeling definendola "a suo modo stravagante".
Nell' Huffington Post Carly Ledbetter dichiarò che la canzone "meritava sicuramente di essere ascoltata" perché "possiamo dire che... ci piace".
Il Palm Beach Post descrisse il brano "frizzante" e sfidò i lettori a "vedere se sarebbero stati in grado di resistere a non buttarsi in pista" ascoltando la canzone.
Lucas Villa di AXS TV lodò il "brano dance e elegante" con i suoi "sintetizzatori sinuoseggianti". Annotando che la Jackson aveva "costruito la sua carriera" su questo tipo di brani, Villa sostenne che Feels Like Love era "una canzone adatta al ritorno di un'icona della musica dance".
In una recensione il sito internet www.terra.com disse che nel video la cantante aveva l'aspetto di una "femme fatale" e che la clip invitava gli spettatori a "muovere il loro corpo in modo sensuale".